# Lista de prefeitos de Vargem (Santa Catarina)
Esta é a lista de prefeitos do município de Vargem, estado brasileiro de Santa Catarina.
| N° | Prefeito                      | Partido | Início do mandato     | Fim do mandato         | Observações                              |
| -- | ----------------------------- | ------- | --------------------- | ---------------------- | ---------------------------------------- |
| 1  | Falavino Ferreira Filho       | PFL     | 1° de janeiro de 1993 | 31 de dezembro de 1996 | Prefeito eleito em sufrágio universal.   |
| 2  | Valter Roque Moraes Carlotto  | PPB     | 1° de janeiro de 1997 | 31 de dezembro de 2000 | Prefeito eleito em sufrágio universal.   |
| 3  | Alaor Gotz                    | PMDB    | 1° de janeiro de 2001 | 31 de dezembro de 2004 | Prefeito eleito em sufrágio universal.   |
| 4  | Perci José Salmoria           | PSDB    | 1° de janeiro de 2005 | 31 de dezembro de 2008 | Prefeito eleito em sufrágio universal.   |
| 5  | Nelson Gasperim Junior, Peixe | PP      | 1° de janeiro de 2009 | 31 de dezembro de 2012 | Prefeito eleito em sufrágio universal.   |
| 5  | Nelson Gasperim Junior, Peixe | PP      | 1° de janeiro de 2013 | 31 de dezembro de 2016 | Prefeito reeleito em sufrágio universal. |
| 6  | Milena Andersen Lopes Becher  | PR      | 1° de janeiro de 2017 | 31 de dezembro de 2020 | Prefeita eleita em sufrágio universal.   |
| 6  | Milena Andersen Lopes Becher  | PL      | 1° de janeiro de 2021 | 31 de dezembro de 2024 | Prefeita reeleita em sufrágio universal. |
| 7  | Nelson Gasperim Junior, Peixe | MDB     | 1° de janeiro de 2025 | Atualidade             | Prefeito eleito em sufrágio universal.   |